# راتينجية حمراء
الراتينجية الحمراء أو البيسية الحمراء نوع شجري يتبع جنس الراتينجية من الفصيلة الصنوبرية.

## البيئة والانتشار
موطنه شرق أمريكا الشمالية حيث ينتشر في شمال شرق الولايات المتحدة وجنوب شرق كندا.

## الوصف النباتي
يصل ارتفاع الشجرة بين 18 و40 م، وفي أحيان كثيرة قد لا يتجاوز أربعة أمتار.